# Portalet de la Fira
El Portalet de la Fira era un dels quatre portals menors que hi havia a la muralla que envoltava la vila de Cardona.
Junt als quatre portals majors Portal de Graells, Portal de Barcelona, Portal de Sant Miquel i Portal de Fluges existien a la muralla de Cardona quatre portals de menors dimensions (també anomenats portalets o portelles) per permetre la comunicació amb indrets propers de la vila. Aquests portals menors foren el Portal de Fontcalda, el Portalet de la Pomalla, el Portalet del Vall i el Portalet de la Fira.
Degut al seu caràcter secundari respecte als portals majors aquests portalets han estat objecte d'obertures, tancaments i reformes en general que han alterat la seva morfologia, en alguns casos fent-los desaparèixer completament.

## Descripció
El portalet de la Fira estava situat a l'oest de la vila, donava sortida al camí de la font de Canconills i al camí de les Salines. Rebia el nom de la plaça principal que tenia a tocar:la Plaça de la Fira.
La primera referència escrita que s'ha trobat d'aquesta portella data del 1457.